# Бер-Крік (округ Аутагеймі, Вісконсин)
Бер-Крік (англ. Bear Creek) — селище (англ. village) в США, в окрузі Автаґемі штату Вісконсин. Населення — 427 осіб (2020).

## Географія
Бер-Крік розташований за координатами 44°31′53″ пн. ш. 88°43′39″ зх. д. / 44.53139° пн. ш. 88.72750° зх. д. (44.531318, -88.727536).  За даними Бюро перепису населення США в 2010 році селище мало площу 2,39 км², уся площа — суходіл.

## Демографія
Згідно з переписом 2010 року, у селищі мешкало 448 осіб у 155 домогосподарствах у складі 114 родин. Густота населення становила 188 осіб/км².  Було 174 помешкання (73/км²).
Расовий склад населення:
| - 72,1 % — білих - 0,2 % — корінних американців - 0,2 % — чорних або афроамериканців - 26,3 % — осіб інших рас |

До двох чи більше рас належало 1,1 %. Частка іспаномовних становила 37,9 % від усіх жителів.
За віковим діапазоном населення розподілялося таким чином: 27,7 % — особи молодші 18 років, 62,0 % — особи у віці 18—64 років, 10,3 % — особи у віці 65 років та старші. Медіана віку мешканця становила 32,4 року. На 100 осіб жіночої статі у селищі припадало 116,4 чоловіків;  на 100 жінок у віці від 18 років та старших — 117,4 чоловіків також старших 18 років.
Середній дохід на одне домашнє господарство  становив 55 059 доларів США (медіана — 45 625), а середній дохід на одну сім'ю — 54 490 доларів (медіана — 46 625). За межею бідності перебувало 21,2 % осіб, у тому числі 46,3 % дітей у віці до 18 років та 4,0 % осіб у віці 65 років та старших.
Цивільне працевлаштоване населення становило 225 осіб. Основні галузі зайнятості: виробництво — 44,0 %, сільське господарство, лісництво, риболовля — 24,0 %, роздрібна торгівля — 9,8 %, освіта, охорона здоров'я та соціальна допомога — 5,8 %.